# Rio de Janeiro (Lied)
Rio de Janeiro ist ein Lied aus dem Soundtrack des Films Brasilianische Serenade (Brazil) aus dem Jahr 1944. Komponiert wurde der Song von Ary Barroso, getextet von Ned Washington. Gesungen wird er im Film von Tito Guízar, einem mexikanischen Sänger und Schauspieler, der auch die männliche Hauptrolle spielt.

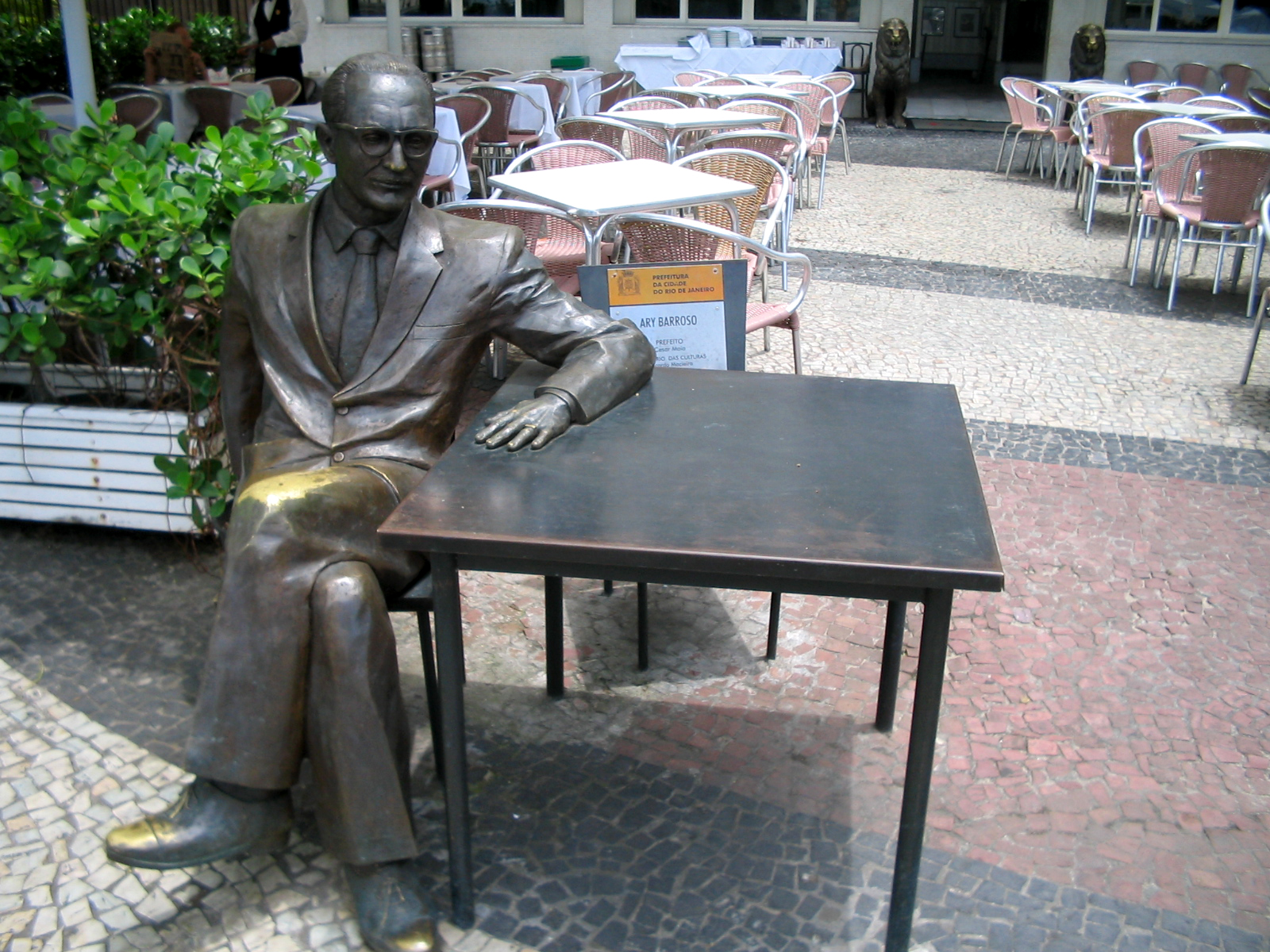
Skulptur des Komponisten von „Rio de Janeiro“ Ary Barroso in Rio de Janeiro

## Coverversionen
Gary Criss nahm den Song 1978 auf. Die brasilianische Sängerin und Liedermacherin Bebel Gilberto sang das Lied auf ihrem Album August Day Songs. Auch Selena Gomez sang Rio de Janeiro, ebenso wie Barry White und Joe Bonamassa.

## Auszeichnung/Nominierung
1945 waren Ary Barroso und Ned Washington mit ihrem Lied Rio de Janeiro in der Kategorie „Bester Song“ für einen Oscar nominiert. Die Auszeichnung ging jedoch an Jimmy Van Heusen und Johnny Burke für ihr Lied Swinging on a Star aus dem Filmdrama  Der Weg zum Glück (Going My Way).